# HAZ-Brunnen

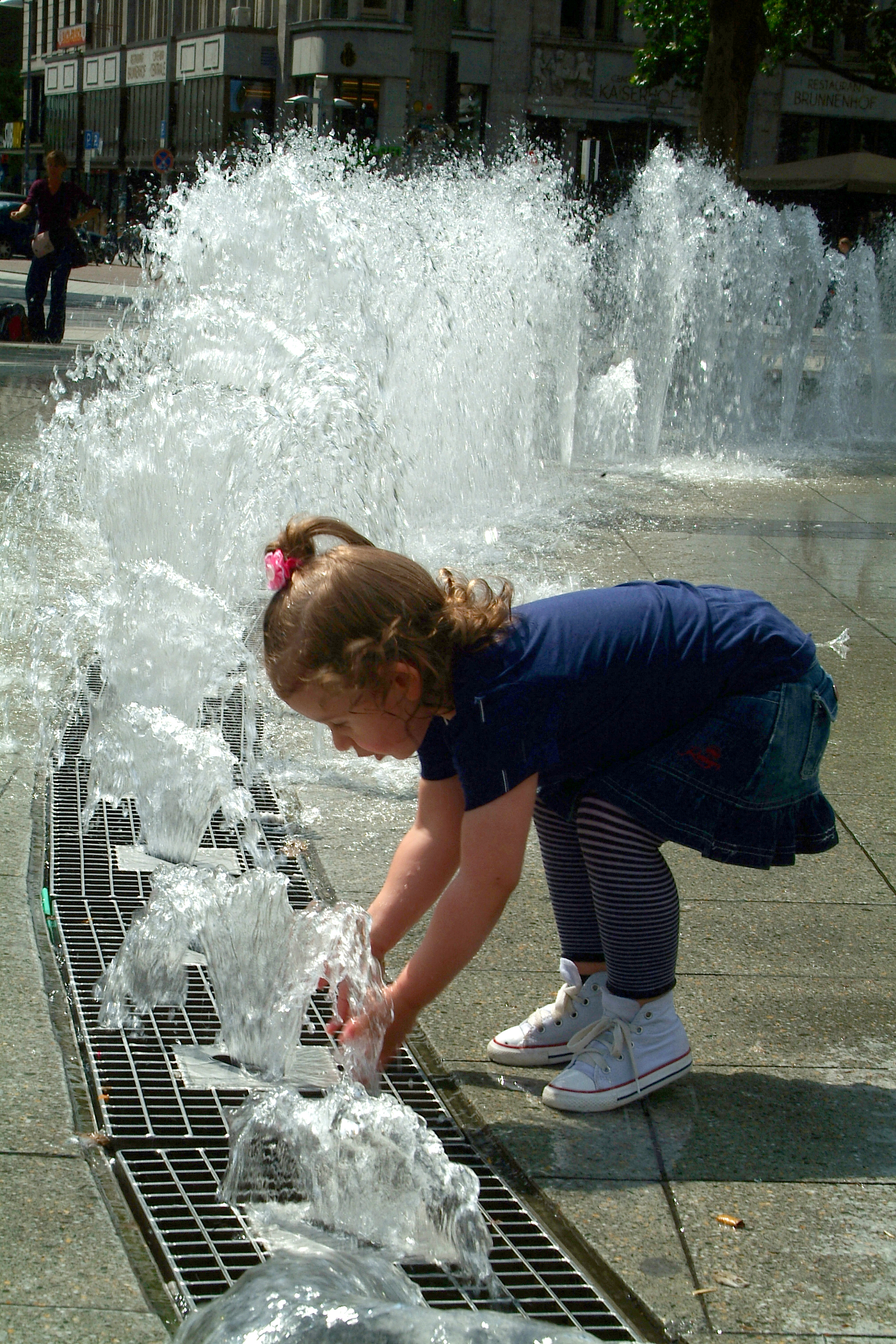
Im Sommer erfreuen sich insbesondere Kinder an den sichelförmigen Brunnenteilen, …

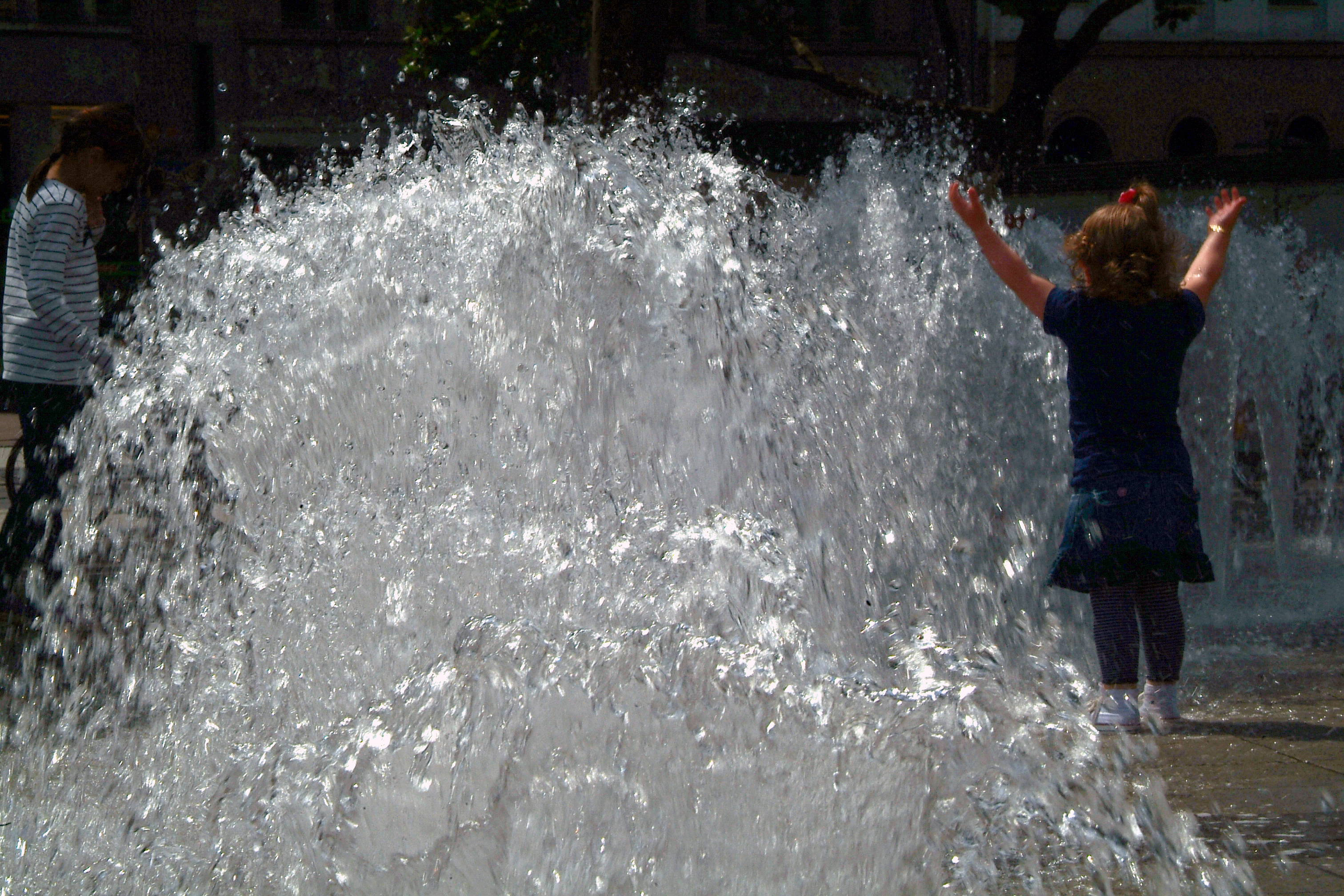
… mit ihren unterschiedlich hohen Fächerfontänen, …

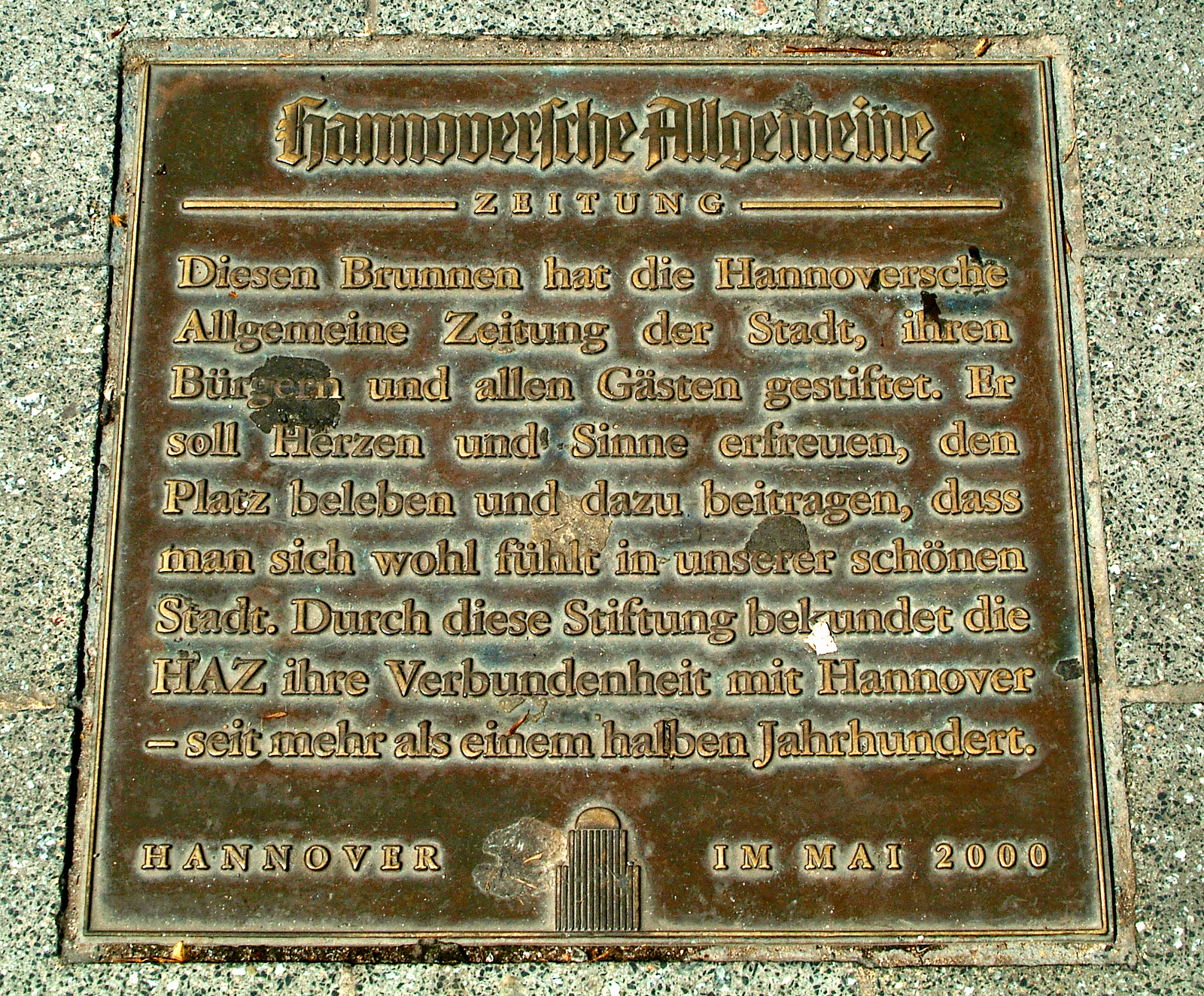
Widmung der Hannoverschen Allgemeinen Zeitung an die Stadt, ihre Bürger und alle Gäste

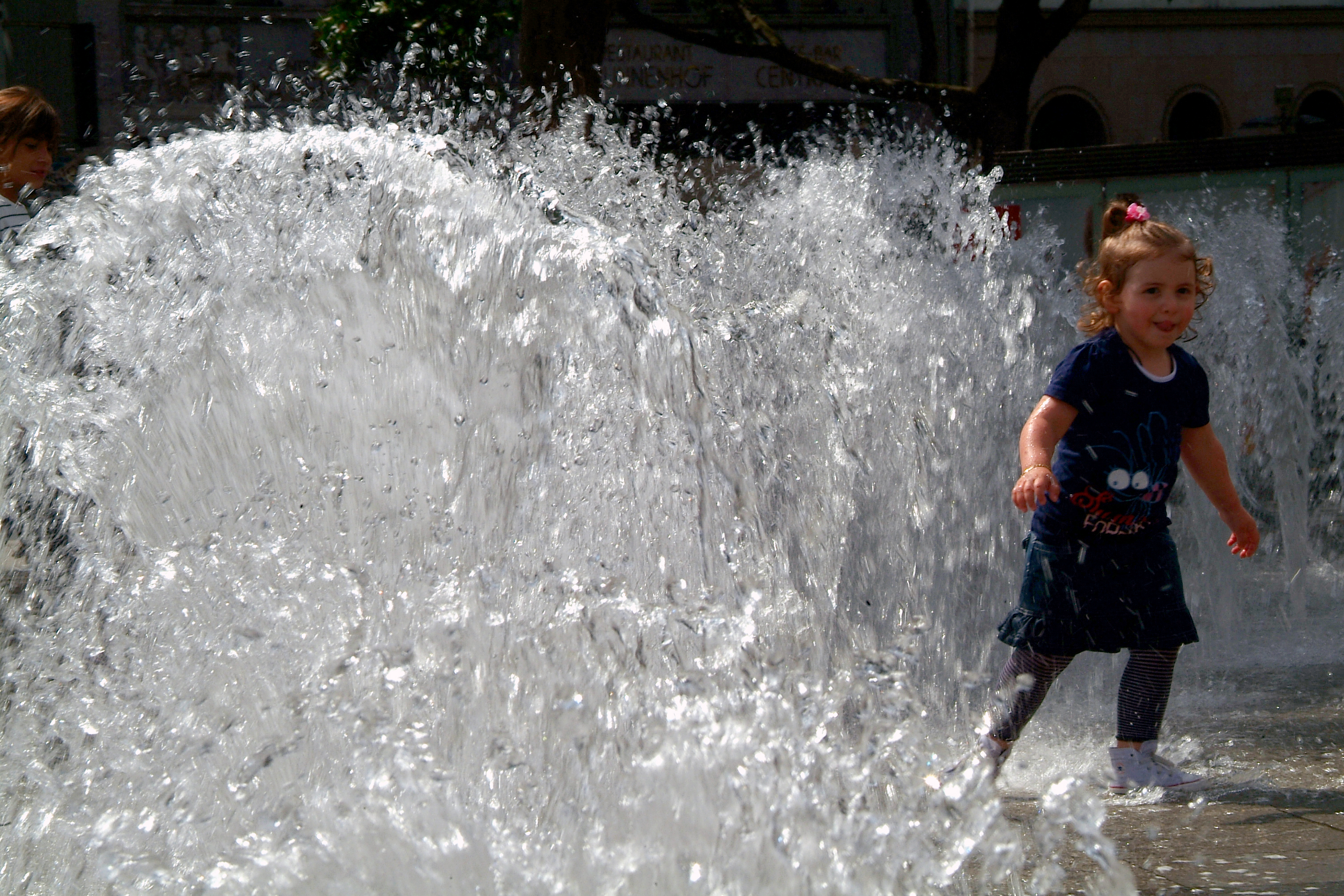
… die bei Hitze erfrischende Abkühlung bieten.

Der HAZ-Brunnen in Hannover ist eine von der Hannoverschen Allgemeinen Zeitung (HAZ, erscheint in der Verlagsgesellschaft Madsack) gespendete Brunnenanlage in zwei Teilen auf dem Ernst-August-Platz vor dem Hauptbahnhof der Stadt.

## Geschichte
Nachdem im Vorfeld zur Expo 2000 insbesondere der Hauptbahnhof der zukünftigen Stadt der Weltausstellung umgebaut worden war, wurde im Anschluss der Ernst-August-Platz wieder zur „Visitenkarte der Stadt“ umgestaltet. Dazu gehörte unter anderem die in den neuen Plattenbelag verlegte Umfahrt ausschließlich für Busse und Straßenbahnen, während die Zufahrt zum Bahnhofs-Vorplatz für andere Automobile im Wesentlichen auf zwei seitliche sogenannte „Parktaschen“ beschränkt wurde.
Seit der Expo 2000 ziert nun der ehemals rund 500.000 DM teure HAZ-Brunnen mit seinen insgesamt 88 Düsen die niedersächsische Landeshauptstadt. Die ebenerdigen sichelförmigen Brunnen mit ihren fächergleichen und abgestuft hohen Fontänen tragen zur Belebung des durch große Bäume gegliederten Ernst-August-Platzes bei, der seit dem Jahr 2000 wieder als eine erste Visitenkarte der Stadt gilt und den Auftakt bildet zu einer bis zum Georgsplatz reichenden, stadtbildprägenden Raumfolge.